# 222
Năm 222 là một năm trong lịch Julius. 

## Mất
- Mã Siêu, danh tướng của nhà Thục Hán, một trong ngũ hổ tướng thời Tam Quốc
- Mã Lương, quân sư của nhà Thục Hán
- Trương Liêu, đại tướng nhà Tào Ngụy